# Бромид тантала(II)
Бромид тантала(II) — неорганическое соединение, соль металла тантала и бромистоводородной кислоты с формулой TaBr2, 
чёрные кристаллы, 
реагируют с водой.

## Физические свойства
Бромид тантала(II) образует чёрные кристаллы.

## Химические свойства
- Реагирует с водой:

{\displaystyle {\mathsf {6TaBr_{2}+6H_{2}O\ {\xrightarrow {}}\ 4TaBr_{3}+2Ta(OH)_{3}+3H_{2}}}}